# José Puyet
José Puyet (Málaga, 22 de abril de 1922 – Madrid, 28 de agosto de 2004), de nombre completo José Puyet Padilla, fue un pintor impresionista moderno español, cuya popularidad se extendió por España y Estados Unidos.

## Primeros años
Puyet nació en Málaga (España). Era nieto del maestro José Padilla, artista español que comenzó a pintar en el siglo XIX. De niño, Puyet aprendió a pintar observando a su abuelo, cuya compañía prefería a la de los niños de su edad. A los ocho años, había comenzado a trabajar con lápices y óleos. A los 20 años, Puyet ingresó en el ejército español, debido a la Segunda Guerra Mundial, y fue enviado a Melilla. La experiencia profundizó sus observaciones de nuevos personajes y ambientes. Sus superiores se enteraron de su talento y, a menudo, lo relevaban del servicio de guardia para permitirle crear pinturas de las familias de los altos mandos.

## Carrera profesional
Tras su regreso a Málaga, Puyet se aventuró por su cuenta como artista. Se trasladó a Madrid donde encontró la vida difícil. A menudo compartía habitaciones con camioneros y con cualquier otra persona que se lo permitiera. Compró materiales de arte con el poco dinero que tenía y pintó varias escenas de personas trabajando. También encontró trabajo pintando cuadros para decorar criptas y mausoleos, y envases de perfumes y cremas.
El arte de Puyet finalmente le valió una reputación favorable. Realizó su primera exposición en la Carrera de San Jerónimo de Madrid. La exposición fue un éxito que dio lugar a 42 exposiciones más hasta que finalmente cerró la Carrera de San Jerónimo de Madrid. Puyet también expuso en Barcelona, Valencia, Málaga, San Francisco, Nueva York, Montreal, Miami, Monterrey, San Mateo, California, Houston, Boston, Hamburgo, Berlín, Munich y Milán .
En 1984, Puyet fue incluido en la publicación Who's Who in Art. En 1988 ingresó como miembro de la Real Academia de Bellas Artes de San Telmo, en Málaga.

## Legado
Hoy, sus obras son propiedad de familias como la Casa de Alba y la Casa de Grimaldi. Plácido Domingo y Luis Olivo mantienen importantes colecciones de la obra de Puyet.
Puyet murió de una hemorragia cerebral el 28 de agosto de 2004 en Madrid, a los 82 años de edad.